# Geschichte Botswanas
Die Geschichte Botswanas umfasst die Entwicklungen auf dem Gebiet der Republik Botsuana von der Urgeschichte bis zur Gegenwart. Sie begann mit der steinzeitlichen Besiedelung vor über einer Million Jahren. Später wanderten Bantu in das Gebiet ein. Im 19. Jahrhundert wurde es ein britisches Protektorat mit dem Namen Betschuanaland. Im Jahr 1966 wurde Botswana ein unabhängiger Staat.

## Vorgeschichte

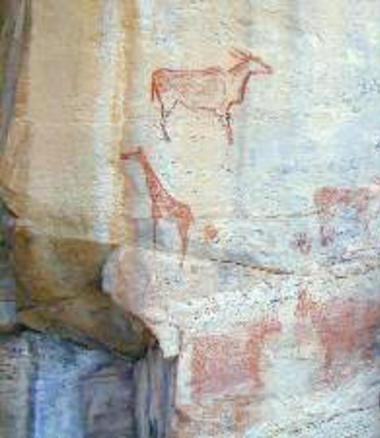
Felsmalerei in den Tsodilo Hills

Im Großraum der Kalahari lässt sich bereits vor gut einer Million Jahren eine frühsteinzeitliche Besiedlung nachweisen. Eine Besiedelung lässt sich auch für das Mesolithikum und das Neolithikum nachweisen. Frühe Siedler waren die San und die mit ihnen verwandten Khoikhoi. Zu ihren Zeugnissen gehören Felsmalereien in den Tsodilo Hills, darunter das früheste bekannte Kunstwerk der Menschheit. Etwa 3000 v. Chr. begann eine große Migration von Bantuvölkern aus Westafrika. Die Ursache für die Auswanderung wird heute in klimatischen Veränderungen gesehen, die eine allmähliche Verwandlung des Saharagebietes in eine Wüste auslösten. Etwa um das Jahr 190 überschritten die Bantu den Sambesi und gelangten so auch in das Gebiet des heutigen Botswana; sie führten die Eisenbearbeitung in diesem Raum ein.

## Vorkoloniale Geschichte
Um das Jahr 650 entstand im Gebiet des heutigen Botswana der Staat von Toutswe, der um 1050 seine Blütezeit erreichte und etwa bis in das 15. Jahrhundert existierte. Wirtschaftlich basierte dieses Staatswesen auf erheblichem Viehreichtum sowie seinen überregionalen Handelsbeziehungen. Das Vieh wurde von den Herrschern an ärmere Bewohner gegeben, die dafür zu Diensten und Tributen herangezogen wurden. Das Reich erhielt seinen heutigen Namen aufgrund archäologischer Funde am Toutswemogala Hill nördlich von Palapye.
Um 1300 verlor das Reich von Toutswe seine Vormachtstellung an das Reich von Mapungubwe, blieb aber bestehen. Möglicherweise unter dem Druck der aufsteigenden Macht des benachbarten Reiches von Groß-Simbabwe zerfiel der Staat im 15. Jahrhundert. Bereits 1095 erreichten westliche Sotho den heutigen Süden Botswanas und gründeten die Kgalagadi-Reiche. Mit dem Niedergang von Toutswe drangen weitere Basotho und Batswana ein. Es bildeten sich verschiedene kleine Reiche, und um 1800 war der ganze Ostteil des heutigen Botswana von Batswana besiedelt.
Im Zuge der Mfecane zogen um 1830 Bakololo und Ndebele – unter General Mzilikazi – nach Westen, wobei es auch zu militärischen Auseinandersetzungen mit den Batswana kam.

## Kolonialgeschichte

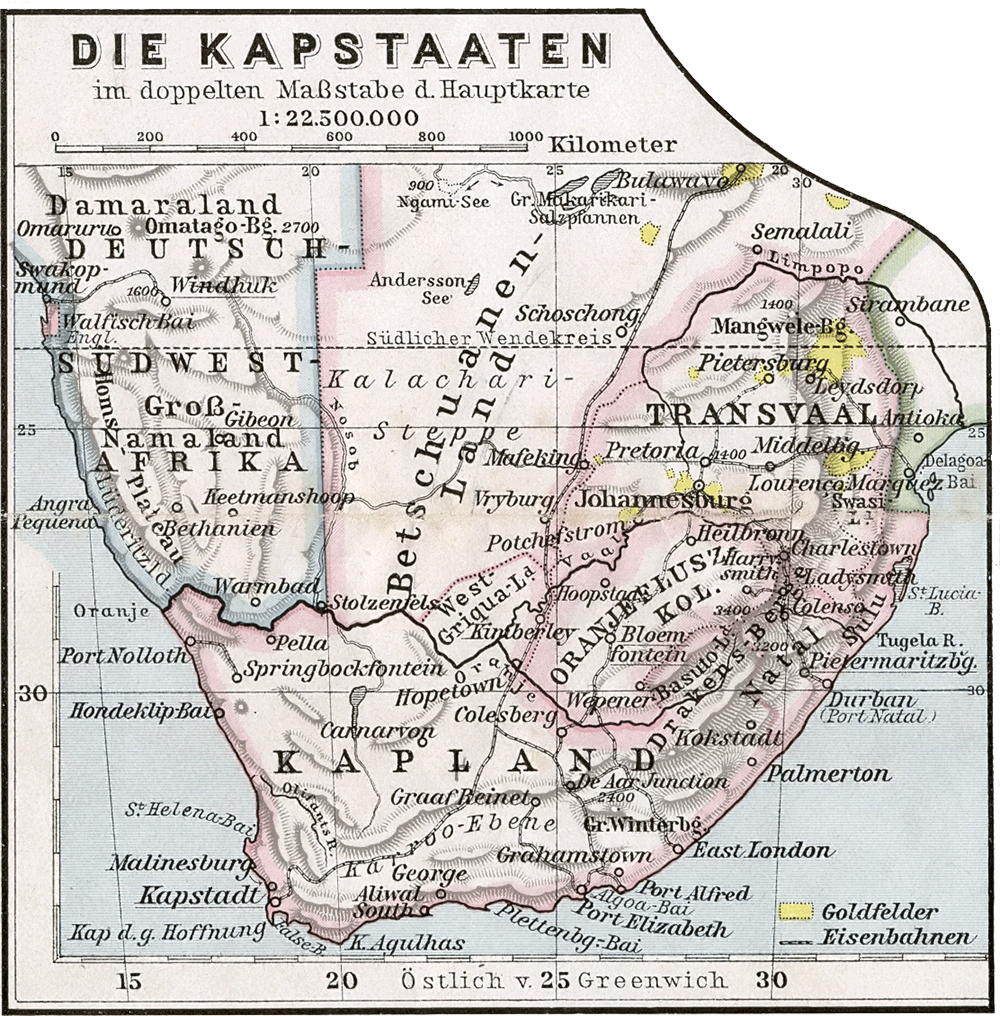
Karte des Betschuanalandes von 1905

Ab den 1830er Jahren zogen große Teile der burischen Bevölkerung aus der Kapkolonie nach Norden, wobei sie auch Batswana angriffen; sie erhoben Steuern und nahmen Sklaven. Um 1840 begann die Kolonialisierung durch die ersten weißen Missionare und Händler, die in das Gebiet des heutigen Botswana vordrangen. 1845 gründete Sir David Livingstone für die London Missionary Society in Kolobeng die erste ständige Missionsstation Botswanas.
1852 bis 1853 überfielen Buren, unter ihnen der junge Paul Kruger, die Batswana, entführten Frauen und Kinder und raubten Vieh. Auch wurden Missionsstationen angegriffen und zerstört, die geplante dauerhafte Besetzung schlug jedoch fehl. Die Batswana drangen ihrerseits in östlich gelegene burische Gebiete ein, bis der Anführer der neugegründeten Südafrikanischen Republik, Andries Pretorius, mit den Batswana einen Friedensvertrag schloss. 1867 entdeckte Karl Mauch große Goldvorkommen am Tati nahe dem heutigen Francistown.
1881 bis 1884 gab es einen weiteren Krieg zwischen Buren und Batswana, als die Batswana im Süden des Gebiets durch burische und britische Söldner angegriffen wurden. In der Folge wurden auf dem Land der Batswana die Burenrepubliken Stellaland und Goshen gegründet, teilweise nach Verhandlungen mit dort ebenfalls ansässigen Koranna. Die beiden Gebiete wurden aber auf Druck des britischen Magnaten Cecil Rhodes von britischen Truppen besetzt und 1885 zur Kronkolonie British-Bechuanaland erklärt. Heute gehört das Gebiet zu Südafrika.
Gleichzeitig wurde das Gebiet des heutigen Botswana auf Wunsch der Batswana zum britischen Protektorat Bechuanaland erklärt. Nach dem Zweiten Burenkrieg Anfang des 20. Jahrhunderts begannen die Briten mit der Einführung eines Steuersystems, der Hut Tax (etwa: „Hüttensteuer“), die von den lokalen Regenten eingezogen wurde. Dabei blieb ihre interne Führungsrolle zunächst unberührt.

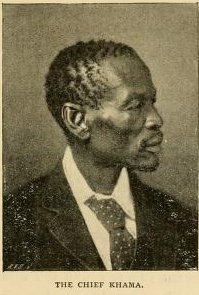
Kgosi Khama III.

Die von Cecil Rhodes gegründete British South Africa Company (BSAC), eine mit Hoheitsrechten ausgestattete Monopolgesellschaft, bot später an, Bechuanaland weiter zu erschließen und zu verwalten – gegen Vergabe entsprechender Konzessionen zur Ausbeutung des Landes. Dies und die damit verbundene Annexion Bechuanalands wurde von den Batswana-Oberhäuptern (BaKgosi) Khama III., Bathoen I. und Sebele I. verhindert, die 1895 nach London reisten, auf der Einhaltung der Schutzverträge bestanden und sich damit durchsetzen konnten – auch weil kurz darauf der Jameson Raid scheiterte. Eine gewisse Eingliederung in die südafrikanische Verwaltung ist aber durchgängig festzustellen. So wurde das Gebiet vom südafrikanischen Mafeking aus verwaltet. 1896 bis 1897 wurde eine Eisenbahnstrecke von Mafeking durch den Osten Bechuanalands bis Südrhodesien gebaut, die die BSAC zur Abfuhr von Gütern aus Nord- und Südrhodesien unter Umgehung der Südafrikanischen Republik benötigte (siehe auch: Schienenverkehr in Botswana). 1910 bildete Bechuanaland mit anderen Gebieten der Region die Zollunion des Südlichen Afrika. Bis in die 1950er Jahre übernahmen die BaKgosi einen großen Teil der Verwaltung.
Um 1920 wurden das European Advisory Council und das Natives Advisory Council eingerichtet, die für die jeweilige Bevölkerungsgruppe Empfehlungen aussprechen konnten.
Die britische Regierung tat wenig für die Entwicklung des Protektorats. Botswana zählte bei der Erlangung der Unabhängigkeit zu den ärmsten Ländern Afrikas. Es verfügte damals nur über knapp fünf Kilometer asphaltierte Straßen und drei Sekundarschulen.
Im Jahr 1950 wurden die beiden Councils zum Joint Advisory Council (etwa: „Gemeinsamer Rat“) zusammengelegt und somit erste Schritte in die Unabhängigkeit des Landes getan. Eine von diesem Gremium im Jahr 1960 erlassene Verfassung schuf mit dem Legislative Council (LEGCO) ein Parlament, das anfangs ebenfalls beratende Funktionen hatte. Dort stellten die Europäer die Mehrheit. Mehrere Parteien entstanden ab 1959, darunter die Bechuanaland People’s Party, die für die sofortige Unabhängigkeit eintrat, und im Jahr 1961 die gemäßigtere Bechuanaland Democratic Party (BDP). Im Juni 1964 entschieden die Briten, dem Land die Unabhängigkeit zu gewähren. Eine zweite, nach dem britischen Westminster-System gestaltete Verfassung wurde 1965 verabschiedet. Neben der Nationalversammlung wurde das House of Chiefs eingerichtet – eine überwiegend zeremonielle Kammer ohne Vetorecht für BaKgosi und weitere traditionelle Herrscher. Gleichzeitig wurde die Hauptstadt von Mafikeng nach Gaborone verlegt, so dass das Gebiet erstmals einen landeseigenen Verwaltungssitz hatte. In diesem Jahr fanden auch erstmals Wahlen statt, in denen die BDP unter der Führung von Seretse Khama mehr als 80 % der Stimmen erzielen konnte. Khama war das nominelle Oberhaupt der Bamangwato und Enkel Khamas III., musste jedoch wegen seiner Heirat mit der Britin Ruth Williams Khama zeitweise auf seine Ansprüche verzichten.

## Unabhängigkeit und nachkoloniale Geschichte

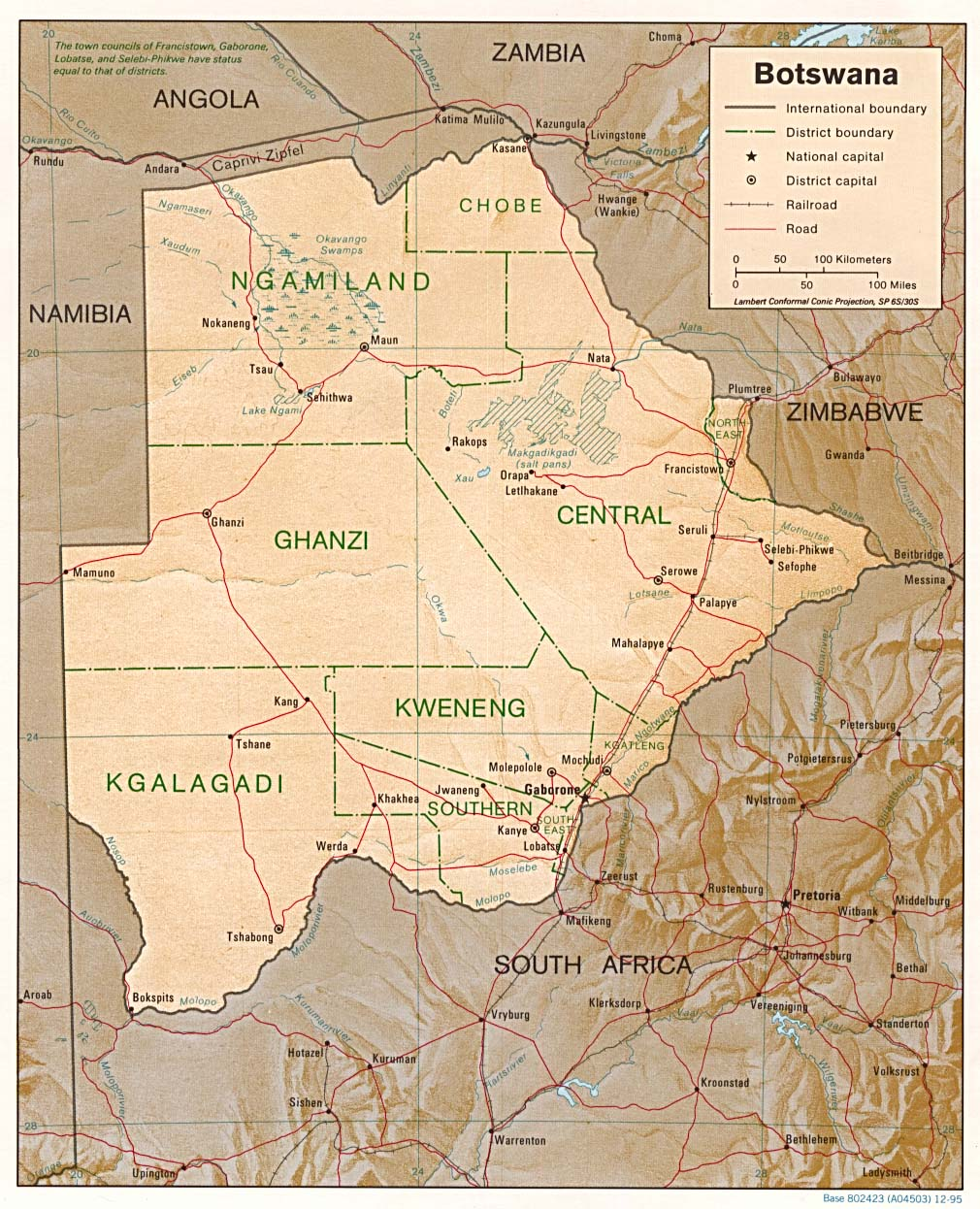
Botswana, Verwaltungseinteilung Stand 1995

Botswana wurde am 30. September 1966 unabhängig und trat gleichzeitig dem British Commonwealth bei. Seretse Khama, der 1965 bereits Premierminister geworden war, wurde erster Präsident Botswanas. Ihm gelang es, das Land weitgehend aus Konflikten mit seinen Nachbarn herauszuhalten.
Zum Zeitpunkt der Unabhängigkeit war Botswana eines der ärmesten Länder der Welt. Die Infrastruktur war kaum entwickelt: Es gab kaum asphaltierte Straßen, und das Bildungsniveau war äußerst gering. Das Land verfügte über kaum Universitätsabsolventen und Schulabsolventen. Die wirtschaftliche Lage des Landes verbesserte sich kurz nach dem Erreichen der Unabhängigkeit drastisch, nachdem 1967 bei Orapa erste große Diamantlager entdeckt worden waren. Bis heute bestreitet Botswana einen großen Teil seiner Einnahmen mit dem Diamantexport. Die hohen Einnahmen führten zu einer raschen Entwicklung des Landes: So gab es 2003 bereits rund 6000 Kilometer asphaltierte Straßen und etwa 300 Sekundarschulen.
Khama berief den südafrikanischen Professor und ehemaligen ANC-Amtsträger Zachariah Keodirelang Matthews 1966 in den diplomatischen Dienst von Botswana. Dieser vertrat die Interessen des Landes bis zu seinem Tod im Jahr 1968 sowohl in den Vereinigten Staaten als auch vor den Vereinten Nationen.
Seit 1980 ist Botswana Mitglied der Organisation der Vereinten Nationen für Bildung, Wissenschaft und Kultur UNESCO.
Botswana schloss sich 1974 gemeinsam mit Angola, Mosambik und Tansania zur Gruppe der „Frontstaaten“ zusammen, die die Befreiungsbewegungen in Namibia und Rhodesien unterstützten. Im Jahre 1980 gründeten diese Frontstaaten gemeinsam mit Lesotho, Malawi, Rhodesien, Sambia und Swasiland die Südafrikanische Entwicklungskonferenz (englisch Southern African Development Conference, kurz SADCC), zunächst als Gegengewicht zu Südafrika. 1977 wurde die Botswana Defence Force gegründet, um die Grenzen zu Rhodesien und später zu Südafrika und Südwestafrika zu schützen.
Mehrmals wurde Botswana Opfer südafrikanischer Militäreinsätze, die vorrangig Aktivisten des in Südafrika verbotenen African National Congress galten. Südafrika trat allerdings nach dem Ende des Apartheid-Regimes im Jahre 1992 der SADCC bei, die seither unter Southern African Development Community (SADC) firmiert und ihren Sitz in Gaborone hat.
Nach dem Tod Seretse Khamas im Jahr 1980 wurde zunächst Ketumile Masire Präsident, dem 1998 Festus Mogae nachfolgte. Festus Mogae wurde am 30. November 2004 wiedergewählt. Ab April 2008 war Ian Khama, ein Sohn Seretse Khamas, der Präsident von Botswana. 2018 wurde er durch Mokgweetsi Masisi abgelöst. Alle Präsidenten gehörten oder gehören der Botswana Democratic Party (BDP) an, die auch alle bisherigen Parlamentswahlen mit absoluter Mehrheit gewann.

## Film
- A United Kingdom. Spielfilm der Ghana-stämmigen Regisseurin Amma Asante über das Königspaar von Betschuanaland 1948. Vereinigtes Königreich 2016.